# سال کبیسه (فیلم ۱۹۲۴)
سال کبیسه (انگلیسی: Leap Year) یک فیلم بلند کمدی به کارگردانی راسکو آرباکل و جیمز کروز است که در سال ۱۹۲۴ منتشر شد. اگرچه این فیلم در سال ۱۹۲۱ تولید شده بود، اما به دلیل متهم شدن آرباکل در رسوایی مرگ ویرجینیا رپی در ایالات متحده آمریکا اکران نشد و نخستین اکرانش در فنلاند در سال ۱۹۲۴ بود. این فیلم سرانجام در سال ۱۹۸۱ در آمریکا به روی پرده‌های سینما رفت. نسخه‌هایی از فیلم در بایگانی فیلم و تلویزیون دانشگاه یوسی‌ال‌ای و کتابخانه کنگره موجود است.

## گزیدهٔ بازیگران
- راسکو آرباکل
- ماری تورمن
- لوسین لیتلفیلد
- هریت هموند
- گرترود شورت
- وینیفرد گرینوود
- ماد وین